# Rhenanida
I renanidi (Rhenanida) sono un piccolo ordine di pesci estinti appartenenti ai placodermi. Vissero tra il Devoniano inferiore e il superiore (tra 390 e 360 milioni di anni fa). I loro resti sono stati ritrovati in Europa, Nordamerica e Sudamerica.

## Descrizione
Al contrario della maggior parte dei placodermi, i renanidi possedevano un'armatura costituita semplicemente da un mosaico di piccoli tubercoli e scaglie separate fra loro. Questo mosaico corrisponde alle placche che costituivano l'armatura dei placodermi più evoluti; si pensa, quindi, che i placodermi ancestrali avessero un'armatura simile a quella dei renanidi, con placche separate. Tutti i renanidi possedevano corpi appiattiti simili a quello di una razza, con bocche e occhi rivolti verso l'alto. Probabilmente erano predatori di fondale.

## Evoluzione
Un tempo si pensava che i renanidi fossero i placodermi più primitivi, dal momento che le loro corazze corporee erano costituite da un mosaico di tubercoli, al contrario di quelle della maggior parte dei placodermi (con armature di piastre solidificate, come gli artrodiri e gli antiarchi). Attraverso la comparazione del cranio della specie Jagorina pandora con quello di alcuni antiarchi, alcuni scienziati hanno però messo in evidenza che i renanidi potessero essere il sister group degli antiarchi.

## Ritrovamenti fossili
I ritrovament fossili di renanidi sono solitamente molto frammentari, costituiti da tubercoli isolati simili a quelli di Gemuendina stuertzi, il renanide più conosciuto, del Devoniano inferiore della Germania. Data l'ampia distribuzione geografica dei fossili, la scarsità di resti rinvenuti è dovuta probabilmente al fatto che la corazza dei renanidi si disintegrava in frammenti isolati dopo la morte dell'individuo. La maggior parte dei fossili proviene dal Devoniano inferiore, soprattutto dagli Stati Uniti e dalla Germania. Nel Devoniano medio è noto Asterosteus stenocephalus (Stati Uniti orientali e Germania), mentre all'inizio del Devoniano superiore è nota Jagorina pandora (Germania e Marocco). L'ultimo renanide noto, Bolivosteus chacomensis, proviene dal Devoniano superiore della Bolivia. Altre specie, raggruppate nel genere Ohioaspis, sono note attraverso tubercoli precedentemente ascritti al genere Asterosteus. Alcuni studiosi, però, ritengono che questi resti appartengano a ostracodermi privi di mascelle.